# Tygrys malajski
Tygrys malajski (Panthera tigris jacksoni) – podgatunek tygrysa azjatyckiego, ssaka z rodziny kotowatych (Felidae). Wcześniej uważany za tygrysa indochińskiego, został wyłoniony jako odrębny podgatunek dzięki badaniom genetycznym przeprowadzonym przez Luo i in. w 2004. Nazwę jacksoni nadano dla upamiętnienia Petera Jacksona z IUCN za jego zasługi w ochronie tygrysów.

## Zasięg występowania
Południowa część Półwyspu Malajskiego.

## Charakterystyka
Tygrys malajski jest bardzo podobny do tygrysa indochińskiego. Dojrzały samiec osiąga długość przeciętnie 255 cm (z ogonem) i masę ciała ok. 140 kg, a samice przeciętnie 210 cm i 100 kg.

## Status
IUCN uznaje tygrysa malajskiego za krytycznie zagrożonego (CR – Critically Endangered). Obecnie na wolności żyje 250–340 dorosłych osobników.

## Kontrowersje wokół nazwy
Tygrys malajski jest symbolem narodowym Malezji. Dwa tygrysy występują w godle tego kraju. Nazwa systematyczna tygrysa malajskiego została oprotestowana przez rząd malajski i organizacje zoologiczne. Zaproponowano nazwę uwzględniającą geograficzne położenie podgatunku Panthera tigris malayensis, która jest często podawana na prawach nazwy synonimicznej.